# Bibliothèque scolaire

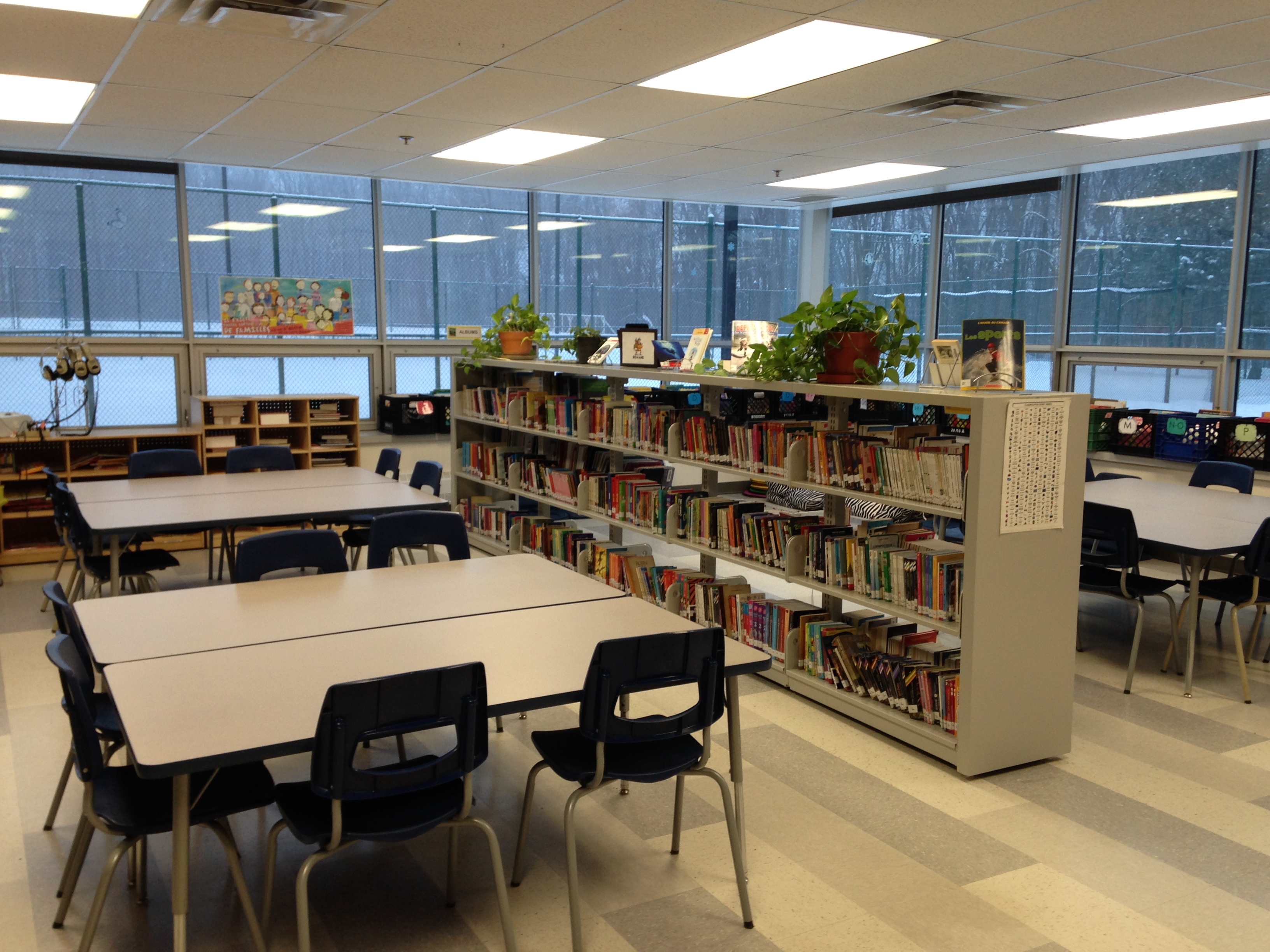
Bibliothèque scolaire d'une école primaire au Québec

La bibliothèque scolaire désigne toute bibliothèque que l'on peut trouver dans un établissement d'enseignement pour les jeunes. On traite ici en particulier de la situation dans les pays francophones. Le terme de bibliothèque scolaire est surtout utilisé au Québec, en France on parle plutôt de centre de documentation et d’information (CDI).

## Description
La bibliothèque scolaire se trouve dans les écoles primaires et secondaires, publiques et privées. Elle tend à être particulièrement petite et est en général composée et dirigée par une équipe réduite. Elle constitue un sujet qui fait partie du champ d'études des sciences de l'information et elle est directement liée à la bibliothéconomie jeunesse en milieu scolaire. La bibliothèque scolaire désigne également un espace numérique qui offre des ressources informationnelles et des services éducatifs qui sont intégrés dans les activités de l’école primaire ou secondaire.
La bibliothèque scolaire offre à tous les membres de la communauté scolaire des services d'apprentissage, des livres et des ressources qui développent la réflexion critique et leur permettent d'utiliser efficacement l'information quels qu'en soient la forme ou le support.

## Objectifs
La bibliothèque scolaire est définie comme un carrefour d’apprentissage et a pour but de soutenir l’enseignement et l’apprentissage pour tous dans les activités autour de la lecture. Elle est accessible à tous les élèves et assure l’accès égal aux services et aux ressources à tous de façon impartiale. Elle vise à fournir l’opportunité égale à tous les élèves d’accéder à l’information de qualité, d’explorer et cultiver leurs idées, et de développer leurs connaissances et leur bien-être pour la réussite de leur vie dans la société,,.

## Mission de la bibliothèque scolaire
La mission de la bibliothèque scolaire peut se définir simplement comme apporter des ressources documentaires variées et des sources diverses d’information aux élèves, aux enseignants mais aussi plus largement à tous les acteurs de la communauté scolaire, afin de participer à la mission globale de l’école. Toutefois, une vision contemporaine de cette mission segmente celle-ci en quatre axes spécifiques : pédagogique, culturel, numérique, collaboratif.

### Axe pédagogique
L’axe pédagogique est sans doute le plus déterminant de l’ensemble, en plus d’englober à bien des égards les trois autres. En effet, on ne peut omettre que la bibliothèque scolaire se trouve dans l’enceinte d’une école, et qu’elle doit donc contribuer à la mission éducative de ce milieu. À cette fin, elle peut aider à consolider l’apprentissage des notions vues en classe par les élèves puisqu’elle a le potentiel de constituer un point de ralliement pour les élèves en ce qui a trait à l’acquisition d’informations, de ressources informationnelles et de littératie informationnelle. En effet, elle est un lieu privilégié de formation des compétences informationnelles (recherche, évaluation et utilisation de l’information). Elle favorise l’autonomie des élèves et participe au développement de leur esprit critique.
Cela dit, il ne faut pas limiter son impact aux étudiants, à titre de centre d’apprentissage interdisciplinaire, elle devient un lieu où les savoirs de tous les domaines peuvent se retrouver, et gagne à être perçu comme un laboratoire d’étude qui peut servir d’extension à la salle de classe où ils peuvent y venir non seulement pour consulter la documentation, mais aussi pour y pratiquer des activités pédagogiques innovantes. Toutefois, ce mouvement est à double sens. Ainsi, de la même façon que les enseignants ont adapté leurs pratiques aux nouvelles technologies et aux différents programmes pédagogiques depuis les dernières décennies, la bibliothèque scolaire ajuste sa posture traditionnelle pour se transformer en un centre d'apprentissage interactif.

### Axe culturel
L’axe culturel occupe une place cruciale également, car la bibliothèque scolaire représente souvent un des premiers lieux culturels fréquentés par les jeunes. Elle a le potentiel de devenir une source d’identité culturelle et communautaire pour le personnel et les élèves, tout en mettant ces derniers en contact avec des expériences très diverses, autant locales et mondiales.
La bibliothèque scolaire doit constituer un lieu d’enrichissement culturel qui doit être égalitaire, sans égard aux dispositions économiques et sociales des étudiants. Il s’agit là non seulement d’un idéal, mais bien d’une recommandation officielle diffusée par l’IFLA/UNESCO qui formule que celle-ci se doit d'être un lieu d'accès à l'information et au savoir égalitaire pour tous : un endroit neutre, sans discrimination ni censure idéologique (qu’elle soit politique ou religieuse).
Pour atteindre ce but, le premier geste le plus crucial à poser est de se doter d’une collection de qualité et pertinente qui contribue au renforcement d’une culture collective inclusive. Cependant, du fait de cet objectif, le bibliothécaire doit accorder une attention particulière à la censure lorsqu'il développe sa collection de documents numériques et matériels. Ainsi, il doit bien comprendre en quoi certains ouvrages peuvent représenter un défi, en quoi ils seront susceptibles de créer une relative controverse et pourquoi il considère important de les conserver.
Enfin, la bibliothèque scolaire peut aussi occuper un rôle incontournable à titre de lieu de culture, et non seulement d’entrepôt de documentation culturelle. Elle se doit d’encourager toutes les initiatives artistiques qui peuvent se produire en son sein, et ce autant afin d’en favoriser la diffusion que pour encourager l’inspiration et la créativité de sa communauté. Elle peut également enrichir son offre culturelle en servant de pont entre des institutions culturelles locales (théâtre, université, bibliothèque publique, galerie d’arts, etc.) afin de les rendre visibles aux élèves.

### Axe numérique
L’axe numérique prend racine pour sa part dans les transformations majeures qui se sont opérées avec l’avènement des nouvelles technologies depuis les dernières décennies. Les enfants et adolescents ayant grandi dans un monde numérique, il est impératif que ceux-ci retrouvent cette dimension dans leurs activités scolaires. À cette fin, la bibliothèque scolaire adresse ce tournant de deux manières.
Dans un premier temps, elle contribue à réduire la fracture numérique en mettant à la disposition des élèves de toute l’école un accès à de l’équipement informatique (tablette, portable, liseuses, ordinateurs) et à Internet (Wi-fi gratuit). Le degré de ce besoin varie considérablement selon le milieu, puisqu’il existe des écoles où tous les élèves disposent d’un portable pour effectuer leurs activités, mais il reste crucial pour de nombreux enfants de la province.
Dans un second temps, elle peut aider à sensibiliser la jeunesse aux enjeux éthiques du WEB, ainsi que le rôle qu’ils peuvent jouer sur celui-ci en y participant d’une manière responsable. Ses employés (bibliothécaires et techniciens en documentation) disposent de connaissances approfondies des procédés informationnels, et, de ce fait, sont les acteurs scolaires les mieux outillés afin d’aiguiser les capacités des élèves à juger critiquement les informations qu’ils consomment. Toutefois, cet atout a une bien plus grande portée, car ces professionnels représentent une ressource inestimable pour ce qui est de l’enseignement et l’encadrement de tous les acteurs scolaires (élèves, enseignants, personnel de soutien) aux compétences informationnelles.

### Axe collaboratif
L’axe collaboratif est un précepte issu d’un phénomène social plus large. La coopération à travers la diffusion, l’échange, et la production commune d’informations et de ressources génèrent des effets positifs tangibles sur l’apprentissage, et constituent une pratique à laquelle les jeunes du XXIe siècle sont particulièrement exposés. Par conséquent, la bibliothèque scolaire ne doit plus être perçue comme un endroit silencieux ou le chacun pour soi domine. Elle devient un lieu d'échange de partage tant pour consolider la lecture que pour acquérir des compétences informationnelles où travailler en équipe.
Cependant, cet aspect collaboratif ne prend pas forme qu’à travers les élèves, mais également auprès des différents acteurs scolaires. En effet, la bibliothèque peut jouer un rôle important au sein de l’équipe-école dans la mesure où le personnel qui y travaille peut aider les enseignants à raffiner leurs pratiques. Premièrement, en leur offrant un lieu d’apprentissage riche et stimulant pour complémenter leurs activités pédagogiques, mais aussi en œuvrant en collaboration avec le personnel de la bibliothèque afin d’exercer des transpositions didactiques du contenu qu’ils doivent enseigner en y incorporant des éléments de compétences informationnelles.

## Au Québec

### Présentation des bibliothèques scolaires
Au Québec, les bibliothèques scolaires sont présentes dans les écoles primaires et secondaires du système éducatif, tant dans les établissements publics que dans certaines écoles privées. Les bibliothèques scolaires du réseau public font partie des services éducatifs complémentaires offerts par les centres de services scolaire et les commissions scolaires. Elles sont considérées comme des services pédagogiques qui répondent aux besoins des élèves et des enseignants.
La bibliothèque scolaire est un endroit aménagé pour les élèves et conçu comme une extension de la salle de classe. Elle a une fonction pédagogique qui adhère au Programme de formation de l'école québécoise du ministère de l'Éducation et de l'Enseignement supérieur. 
Le réseau de la bibliothèque scolaire publique au Québec est déployé en collaboration avec le ministère de l’Éducation, le centre de services scolaire ou la commission scolaire, et la direction de l’école. Les bibliothèques scolaires sont principalement gérées par des bibliothécaires professionnels et des techniciens en documentation. Les services principaux proposés par les bibliothèques scolaires incluent : des formations et la programmation d’activités, des conseils et références en matière de lecture, ainsi que des animations et médiations favorisant la découverte culturelle. Ces services sont destinés aux élèves et au personnel enseignant, et certains peuvent également bénéficier aux parents bénévoles. 
Les bibliothèques scolaires québécoises ont pour objectif de favoriser le développement des compétences en lecture ainsi que le plaisir et la motivation de lire chez les élèves, contribuant à la réussite éducative des élèves. Elle offre une diversité de livres pour répondre aux différents besoins des élèves et des écoles, en fonction des caractéristiques de leur communauté scolaire,.
En 2005, le ministère de l'Éducation et de l'Enseignement supérieur a mis en place le Plan d'action sur la lecture à l'école (PALE) dans le but d'améliorer l'accès aux ressources documentaires et littéraires et ainsi répondre aux besoins pédagogiques et culturels en lien à l'enseignement des matières scolaires. Ce plan prévoyait également l'embauche de 200 bibliothécaires professionnels pour soutenir le développement des services de bibliothéconomie en milieu scolaire. Un objectif qui n'était pas encore atteint 12 ans plus tard, et qui, en date de 2024, n'est toujours pas réglé alors qu'on recense seulement 157 bibliothécaires scolaires, titulaires d’un diplôme de cycle supérieur en sciences de l'information et des bibliothèques, dans le réseau du Québec. Une annonce gouvernementale prévoit toutefois l'embauche de 200 bibliothécaires supplémentaires à ceux existants déjà afin de renforcer l'effectif au-delà de la promesse initiale du PALE.
Les bibliothécaires scolaires participent aux comités bibliothèques des écoles et interviennent auprès des équipes-écoles (techniciens en documentation, directeurs, enseignants, bénévoles) pour développer des collections et mettre en place de projets en lien avec la bibliothèque. Ils et elles émettent des suggestions de lecture et des recommandations pour l’aménagement des locaux, et proposent des formations à l’attention des élèves ou des équipes-écoles.
La bibliothèque est gérée au quotidien par un ou des techniciens en documentation, les enseignants et des bénévoles. Dans les écoles primaires, le fonctionnement courant de la bibliothèque est souvent soutenu par des parents bénévoles.

### Histoire des bibliothèques scolaires au Québec
Dès l’époque de la colonisation de la Nouvelle-France, ce sont les communautés religieuses qui se chargent de l’éducation. C’est en 1635 que Paul Le Jeune, supérieur des Jésuites de Québec, inaugure le Collège de Québec où les jeunes issus de la colonisation française reçoivent une instruction catholique, littéraire et scientifique. Durant tout le Régime français, le Collège de Québec restera le seul à offrir une formation primaire et secondaire. L’enseignement des Jésuites s’appuie sur des ouvrages de leur bibliothèque, créée en 1632.On pourrait donc considérer la bibliothèque des Jésuites comme la première bibliothèque scolaire au Québec. Les livres qui s’y trouvent sont majoritairement reçus de la mère-patrie et traitent principalement de théologie, de philosophie, de droit, de médecine et de pharmacopée, d’hydrographie, d’architecture, de sciences exactes et de la nature, dont la géométrie, la botanique, la minéralogie et l’astronomie. Malheureusement, après la Conquête anglaise, en 1760, la bibliothèque du Collège est réquisitionnée et la plupart des livres sont vendus. Les livres en circulation au Canada demeurent alors essentiellement entre les mains d’une petite élite religieuse et aristocratique.  
Vers 1840, sous l’influence du Monseigneur Ignace Bourget, le Québec connait une véritable réforme religieuse en réaction à la nouvelle présence protestante post-conquête. L’autorité catholique de l’époque établit alors un réseau de bibliothèques paroissiales dans le Bas-Canada. En imposant des ouvrages à caractère religieux, l’Église étend ainsi sa domination à travers les enseignements dans les écoles du réseau scolaire.
En 1843, le premier surintendant de l’Éducation, Jean-Baptiste Meilleur, émet un rapport qui conclut que les bibliothèques paroissiales possèdent des collections trop peu volumineuses et que les ouvrages religieux sont trop majoritaires. Il recommande donc la création de bibliothèques scolaires dirigées par les commissions scolaires elles-mêmes. En 1853, Meilleur distribue une somme de 2 000 dollars dans 54 commissions scolaires pour mettre sur pied des bibliothèques dans les écoles.
Malgré tout, le concept de bibliothèque scolaire n’émerge pas aussi rapidement que dans le Haut-Canada. Le désir du clergé de contrôler les lectures contribue à freiner le développement des collections tant dans les paroisses que dans les écoles. Ainsi, jusqu’à la Révolution tranquille, l’étendue des ouvrages contenus dans les écoles demeure essentiellement à caractère religieux, l’éducation étant régie par l’autorité ecclésiastique.
Il faut toutefois noter l’initiative de quelques personnalités qui, à l’instar de Jean-Baptiste Meilleur, entreprennent de diversifier et bonifier les collections dans les écoles. L’organisation philanthropique L’œuvre des livres gratuits, fondée en 1898 par Joséphine Marchand-Dandurand, s’engage à expédier des livres sans frais à des institutrices sur l’ensemble du territoire québécois. Cette initiative démontre une logistique qui tient de l’exploit pour l’époque et témoigne de la ténacité et de la passion de sa fondatrice. Plusieurs années plus tard, la nièce de Joséphine Marchand-Dandurand, Hélène Grenier, joue à son tour un rôle important dans le développement des bibliothèques scolaires. Elle fut directrice des bibliothèques scolaires de la Commission des écoles catholiques de Montréal et en créera un réseau important  dans la province dans les années 1950.
Le point tournant dans le développement des bibliothèques scolaires laïques est sans équivoque la publication du Rapport Parent en 1964, qui les considère comme un instrument essentiel de l’enseignement. Pour donner suite à l’émission de ce rapport d’enquête sur l’enseignement, entre 1969 et 1973, on investit cinquante millions de dollars pour la documentation, l'organisation et le personnel dans les bibliothèques des écoles polyvalentes nouvellement créées. En plus de ces sommes, le Ministère accorde un montant annuel protégé aux bibliothèques scolaires (24 $ par élève au secondaire et 8,50 $ au primaire), assurant ainsi un budget régulier.
À partir de 1974, le ministère de l’Éducation décentralise les budgets en léguant leur gestion aux commissions scolaires elles-mêmes. Cette migration administrative aura pour effet de ralentir sérieusement le développement des bibliothèques scolaires, provoquant l’abolition de postes professionnels et, conséquemment, une baisse de la qualité du service. Dorénavant, on se sert de bénévoles pour gérer les bibliothèques scolaires et on accorde peu de ressources financières pour le développement des collections.
En 1989, la publication du Rapport Bouchard (Les bibliothèques scolaires québécoises : Plus que jamais) déplore l’état des bibliothèques scolaires et suggère d’entreprendre des mesures d’élagage, d’analyse des besoins, d’acquisition documentaire actualisée, d’organisation matérielle et d’animation pédagogique. Malgré une mobilisation spontanée des écoles (57% des cas ont amorcé des plans d’action pour leur bibliothèque scolaire), l’engouement est éphémère et les changements sont peu perceptibles. Dans les années 1990 et 2000, on continue de dénoncer l’état pitoyable des bibliothèques : dépérissement des collections, sous-financement et manque d’organisation et de gestion des ressources humaines. La nécessité d’intervenir pour le redressement et la modernisation des réseaux de bibliothèques scolaires se fait urgente.
Puis, en 2005, le Plan d’action sur la lecture à l’école (PALE) proposé par le ministère de l’Éducation établit des relations claires entre la réussite des élèves et l’accès à des ressources documentaires et littéraires variées. Cette publication, révisée en 2010, dresse des objectifs concrets pour fortifier les bibliothèques scolaires, entre autres de les doter de ressources variées et de qualité et de soutenir les commissions scolaires pour qu’elles aient accès à des ressources humaines spécialisées en bibliothéconomie. En conséquence, l’allocation ministérielle pour l’acquisition de livres de fiction et de documentaires contribuera à améliorer les collections des bibliothèques scolaires et le nombre de bibliothécaires scolaires se verra multiplier par 5 entre 2007 et 2013.
Bien que les bibliothèques scolaires d’aujourd’hui soient moins à la dérive que dans les années 1990, leur actualisation en cette ère numérique est tout de même incontournable et certains enjeux demeurent présents.

### Enjeux duXXIesiècle
Le flux d'informations accessibles via les technologies oblige désormais les écoles à former les élèves à devenir des citoyens numériques responsables,. Pour ce faire, la bibliothèque scolaire demeure un lieu riche et central pour le développement des compétences informationnelles des jeunes. Les bibliothèques scolaires du XXIe siècle sont désormais envisagées comme des carrefours de l'apprentissage qui, en plus d'être des lieux culturels et pédagogiques, sont des lieux numériques, collaboratifs et interdisciplinaires où tous les savoirs sont accessibles.
Selon cette nouvelle approche de la bibliothéconomie scolaire, envisagée comme un centre d'apprentissages participatifs, les élèves sont guidés pour expérimenter la littératie numérique et devenir actifs dans le développement de leurs compétences informationnelles. Face à l'abondance d'informations sur le Web, la bibliothèque scolaire a pour nouveau rôle de former les jeunes à être des citoyens numériques, plus informés et critiques dans leur utilisation du Web 2.0, à la fois lorsqu’ils consultent de l’information mais également lorsqu’ils la produisent et la partagent.
À ce jour, un des principaux défis des bibliothèques scolaires demeure leur financement. Néanmoins, le Rapport sur l’état et les besoins de l’éducation 2018-2020 publié par le Conseil Supérieur de l’Éducation démontre l'impact que peuvent avoir une bibliothèque scolaire et un personnel qualifié qui y travaille dans le développement des compétences informationnelles et dans la transmission du plaisir de la lecture chez les élèves. Il souligne également l’importance de former les spécialistes des ressources informationnelles, notamment les bibliothécaires, afin qu’ils puissent accompagner et soutenir les élèves avec le développement de leurs compétences informationnelles,.
Le problème de financement se manifeste également par une inégalité dans l’installation des bibliothèques scolaires parmi les écoles publiques. Certaines écoles n’ont pas de bibliothèque, tandis que d’autres disposent d’une belle bibliothèque entièrement aménagée. Les fermetures de bibliothèques scolaires sont particulièrement observées dans les grandes villes comme Montréal en raison de la surpopulation et du manque d’espace. Les disparités dans la qualité des bibliothèques constituent une autre problématique soulevée par le manque de financement.

### Bibliothèque mobile dans le milieu scolaire
Certaines écoles dépourvues de bibliothèque bénéficient de camions-bibliothèques afin de fournir aux élèves des opportunités d’accéder à une collection variée de livres et d’apprendre à lire avec plaisir. Livroooum est un projet lancé en 2022 par le Centre de services scolaire de Montréal, partiellement financé par le ministère de l'Éducation. Une fois par mois, le camion s’installe dans les cours des écoles primaires. Un ou une bibliothécaire scolaire accompagne les élèves dans le choix de livres et anime des séances de lecture. Les élèves peuvent également emprunter des livres. Pendant l'hiver, Livroooum livre un bac de livres à l'école chaque mois,. La collection est enrichie grâce aux dons. Biblioroule, créé par la Fondation Sault-Saint-Louis pour le Centre de services scolaire Marguerite-Bourgeoys, fonctionne de manière similaire. Un ou une bibliothécaire scolaire se déplace avec  une camionnette, recyclée à partir d'un ancien mini-autobus du STM, pour animer et présenter des livres aux élèves. À l'intérieur de cette camionnette aménagée, les élèves peuvent également s’assoir pour lire des livres. 

### Bibliothèque des livres numériques dans le milieu scolaire
En février 2019, le ministère de l’Éducation a entamé un projet de développement d’une plateforme de prêt de livres jeunesses conçue spécifiquement pour les bibliothèques des écoles québécoises. Ce projet a été réalisé par la collaboration du ministère, BiblioPresto, les éditeurs et les libraires, et il s'inscrit dans le cadre du Plan d’action numérique en éducation. Cette plateforme, Biblius, a été déployé dans le milieu scolaire à l’ensemble du Québec. Cette plateforme permet à la communauté scolaire, incluant les élèves, le personnel des écoles, d’accéder aux œuvres littéraires en format numérique à partir d’un lieu où ils désirent. Les collections de littérature jeunesse dans Biblius comprennent des albums, des romans, des documentaires, des bandes dessinées, la poésie, des livres audio, etc. La plateforme offre principalement des éditeurs québécois, mais également quelques éditeurs européens et canadiens. Tout le contenu de cette plateforme respecte la Loi sur le droit d’auteur à laquelle les livres numériques sont soumis comme tous les livres en format papier.
L’accès à cette plateforme permet également les élèves handicapés ou en difficulté d’adaptation ou d’apprentissage (EHDAA) d’accéder aux livres de manière adaptée, par exemple avec des outils de synthèse vocale. Elle facilite aussi les écoles dans les régions éloignées de fournir des livres variés aux élèves sans rencontrer la difficulté d’approvisionnement de livres en format papier.
Le déploiement de Biblius a été complété dans toutes les écoles québécoises au cours de l’année scolaire 2021-2022,. 

### Prix Espiègle
Depuis 2017, l'Association pour la promotion des services documentaires scolaires (APSDS) a mis sur pied le prix Espiègle, le prix des bibliothèques scolaires du Québec. Deux catégories sont représentées, soit un livre destiné aux élèves du primaire (5 à 11 ans) et un destiné aux élèves du secondaire (12 à 17 ans). Un des principaux objectifs du prix Espiègle est de mettre en lumière des livres destinés à la jeunesse audacieux, malicieux, qui osent et d'une grande qualité littéraire. Des livres dont le sujet dérange, déstabilise et qui peuvent parfois susciter un malaise. Des livres qui peuvent donc être l'objet d'une certaine censure dans le milieu scolaire, non pas à cause de leur manque de qualité littéraire ou de pertinence, mais justement parce qu'ils dérangent.
Trois objectifs principaux sont rattachés à ce prix :
1. Faire valoir l'audace d'un livre jeunesse au service de la mission pédagogique de la bibliothèque scolaire.
2. Souligner la qualité d'un livre qui est susceptible de faire réagir de multiples façons.
3. Promouvoir des livres exposant les élèves à des valeurs plurielles enrichissant leur vision du monde.

## En France
En France, la bibliothèque scolaire d'un collège ou lycée est le centre de documentation et d'information (CDI), destiné aux élèves et aux professeurs. Géré par le professeur documentaliste, cet espace existe officiellement depuis 1973. D'autres espaces similaires (bibliothèque centrale ou de spécialité, par exemple) existaient dans les établissements scolaires auparavant, de manière variable.
Les professeurs documentalistes dans le centre de documentation et d'information a bibliothèque scolaire ont un rôle majeur, en effet, leur rôle est de soutenir les élèves ainsi que les équipes d’enseignement scolaire en leur apprenant à changer leurs façons d’utiliser la bibliothèque pour que la bibliothèque devienne pédagogique et culturelle.
Les écoles primaires possèdent ou doivent comporter une bibliothèque d'école.